# Classe Bandiera
La classe Bandiera era una classe di sommergibili della Regia Marina. Le quattro unità della classe, impostate nel 1928, furono ultimate nel 1930. Erano unità della tipologia «Bernardis» (a scafo semplice con doppifondi centrali), sviluppati dalla precedente classe Pisani; avevano una notevole velocità in superficie (17, 5 nodi) ma una deludente tenuta del mare, ragion per cui fu necessario apportare varie modifiche alla prua e alla torretta, nonché aggiungere controcarene, cosa che fece abbassare la velocità di circa due nodi.

## Unità

### Ciro Menotti
Partecipò clandestinamente alla guerra di Spagna durante la quale e affondò il piroscafo Delfin (1250 tsl) ed effettuò azioni di bombardamento costiero col cannone.
Durante la seconda guerra mondiale, dal giugno 1940 al gennaio 1942, effettuò 23 missioni offensive ed esplorative nel Mediterraneo orientale, e dal maggio 1942 fu assegnato al trasporto di rifornimenti per la Libia, svolgendo otto missioni di questo tipo; percorse in tutto 25.000 miglia di cui 2800 in immersione.
Dal 7 marzo 1943 fu destinato alla Scuola Sommergibili di Pola per la quale svolse 53 missioni addestrative.
Il 3 agosto 1943 effettuò una missione di trasporto e Sbarco (nei pressi di Bengasi) di 19 sabotatori del Battaglione «San Marco». 
All'armistizio diresse per Siracusa ma fu dirottato a Malta. Impiegato poi per esercitazioni antisom, fu disarmato nel 1945 e radiato nel 1948.
Fu demolito nel dopoguerra.

### Fratelli Bandiera
Durante gli anni Trenta operò in Mediterraneo e Mar Rosso; nel 1934 un'esplosione a bordo causò una vittima.
Durante la seconda guerra mondiale fu impiegato in 22 missioni offensivo-esplorative (in settori secondari) e 17 di trasferimento, percorrendo in tutto 15.976 miglia in superficie e 1899 in immersione, fino all'aprile 1942.
Da tale mese fu impiegato per l'addestramento alla Scuola Sommergibili di Pola, con 140 missioni di questo tipo.
All'armistizio si consegnò agli Alleati a Malta. Impiegato in attività addestrativa per unità antisommergibile, fu disarmato a fine guerra, radiato nel 1948 e demolito.

### Luciano Manara
Nel dicembre 1936 fu inviato a partecipare clandestinamente alla guerra di Spagna, senza cogliere risultati. 
Effettuò in tutto 17 missioni di guerra (11 offensive e 8 di trasferimento), navigando in tutto per 10.193 miglia in superficie e 1381 in immersione e subendo in un'occasione (nel giugno 1940) un attacco aereo. Il 16 marzo 1942 fu assegnato alla Scuola Sommergibili di Pola, svolgendo 203 missioni addestrative.
All'armistizio si trovava ai lavori a Brindisi. Impiegato poi in esercitazioni antisom alleate, fu radiato il 1º febbraio 1948 e quindi demolito.

### Santorre Santarosa
Dal giugno 1940 all'aprile 1941 svolse varie missioni offensive in Mediterraneo, passando per varie traversie (la prima missione fu interrotta per guasto, nel novembre 1940 ebbe seri danni da una collisione con il motoveliero Giuseppe e Maria, nell'aprile 1941 ci fu una vittima a bordo per il mare mosso) senza ottenere alcun risultato. 
Fu poi destinato al servizio di trasporto dei rifornimenti per la Libia; il 21 ottobre 1942 evitò i tre siluri lanciati da un sommergibile nemico, ma il 19 gennaio 1943 andò ad incagliarsi in prossimità della costa libica ed alcune ore dopo, immobilizzato, fu silurato da motosiluranti inglesi con due vittime.
Il 20 gennaio 1943 il relitto fu autodistrutto.